# Bosse Hansson
Bo Gunnar Hansson, känd som Bosse Hansson, född 20 december 1933 i Ljungarums församling i Jönköping, är en svensk journalist och TV-programledare.

## Biografi
Bosse Hansson, som är son till kontorschefen Gerald Hansson och Dagny, född Ahnberg, avlade studentexamen 1953 och studerade vid universitetet i Göteborg 1954–1957. Han började som sportjournalist 1957 och var till 1962 krönikör på tidningen Idrottsbladet. Han arbetade på Strömbergs förlag 1962–1965. Han kom till Radiosporten 1965 och började vid TV i samband med kanaldelningen 1969.
Hansson vann Televisionens språkpris 1997 för ”en nyskapande och precis formuleringskonst och för ett träffsäkert bildspråk, fritt från onödiga schabloner”. Sina främsta arbetsfält fann Hansson inom bandyn (han direktkommenterade SM-finalerna i många år), fotbollen (exempelvis VM-finalen 1994) och skridskosporten; han refererade flera av Tomas Gustafsons framgångar. Hansson gjorde sig känd för att i sina referat i stor utsträckning hänvisa till statistik och idrottshistorik. Hansson har tillsammans med Lars-Gunnar Björklund skrivit flera böcker om fotbolls-VM (exempelvis 1982, 1986, 1990 och 1994).
Hösten 2012 uppmärksammades Hansson för att ha kallat mörkhyade fotbollsspelare för "svartingar" under en AIK-match på Råsunda.
Hansson var sommarpratare i programmet Sommar 1999.